# Comuna Salivka, Kremenciuk
Salivka (în ucraineană Салівка) este o comună în raionul Kremenciuk, regiunea Poltava, Ucraina, formată din satele Karpivka, Mahnivka, Petrașivka și Salivka (reședința).

## Demografie
Componența lingvistică a comunei Salivka
     Ucraineană (90,71%)
     Rusă (8,56%)
     Alte limbi (0,48%)
Conform recensământului din 2001, majoritatea populației comunei Salivka era vorbitoare de ucraineană (90,71%), existând în minoritate și vorbitori de rusă (8,56%).